# Massieu
 Massieu  es una población y comuna francesa, en la región de Ródano-Alpes, departamento de Isère, en el distrito de La Tour-du-Pin y cantón de Saint-Geoire-en-Valdaine.

## Demografía
| 350 | 341 | 317 | 479 | 662 | 686 |
| Para los censos de 1962 a 1999 la población legal corresponde a la población sin duplicidades (Fuente: INSEE [Consultar]) |     |     |     |     |     |